# Cristina Otero
Cristina Otero (roz. Cristina Otero Pascual; 29. listopadu 1995 Pontevedra, Galície, Španělsko) je španělská fotografka a umělkyně.

## Život a dílo
Narodila se 29. listopadu 1995 v Pontevedra ve španělské Galícii matce Noemi a otci Luisovi, jako nejmladší ze tří dětí. Již od mladého věku měla ráda fotografii. Ve svých 13 letech při sledování pořadu America's Next Top Model ji zaujal make-up, styling a pózování pro módní fotografii a photo shoot. Jako samouk se začala věnovat fotografii profesionálně.

## Kariéra
Otero pracuje s fotoaparátem Pentax K-5, většinou se zaměřuje na autoportréty zblízka. Je nejmladším umělcem ve Španělsku, který vystavoval v galerii umění.
Její portréty byly vystavovány po celém Španělsku, včetně galerie Kir Royal Gallery ve Valencii od 15. října 2011 do 15. ledna 2012; a znova v červnu 2012 na festivalu MadridFoto. Další výstava se konala v rámci Fnac Parquesur v Madridu od 1. do 31. března 2012, a jedna na akci Fnac L'illa v Barceloně, která trvala od 25. července do 10. září 2012.
Svou tvář zapůjčila do reklamní kampaně španělské železniční společnosti Renfe.
| „                      | V mých fotografiích jde především o kontrast, abych vyzdvihla něco z celkové kompozice, většinou jsou to oči. Věřím, že je to neskutečné, melancholické a romantické. | “ |
| — Cristina Otero, 2012 | |   |

## Galerie

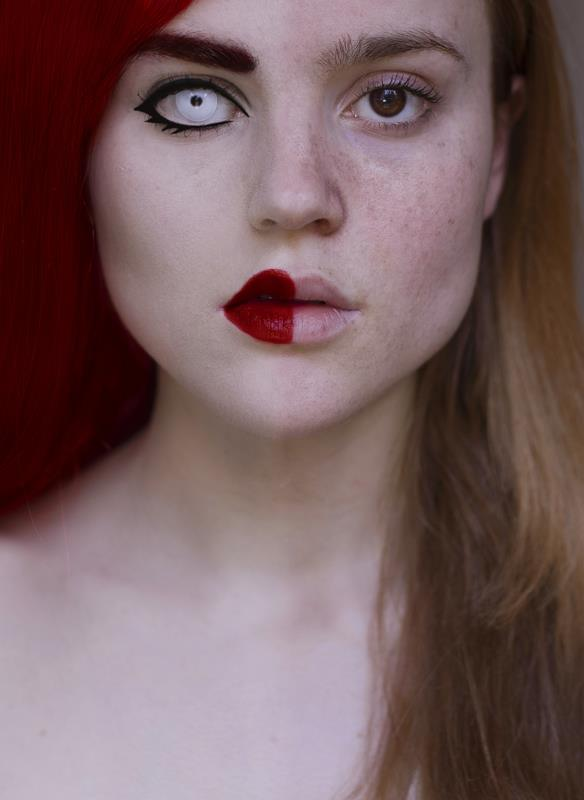
Cristina Otero
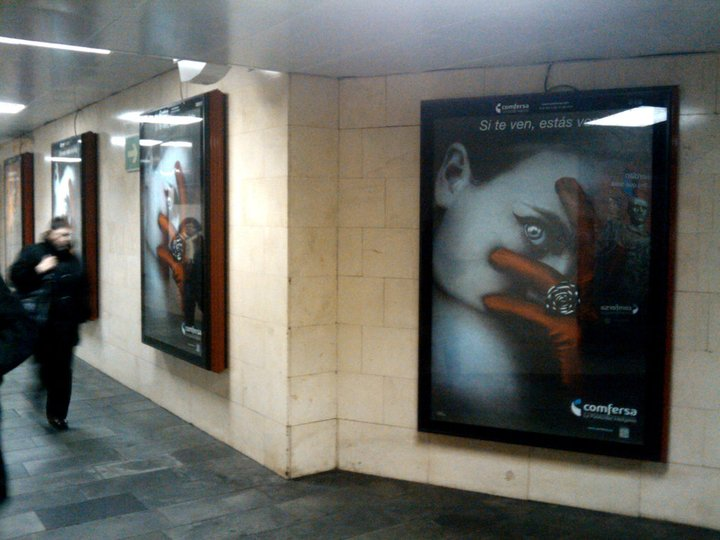
Otera Spain Ad
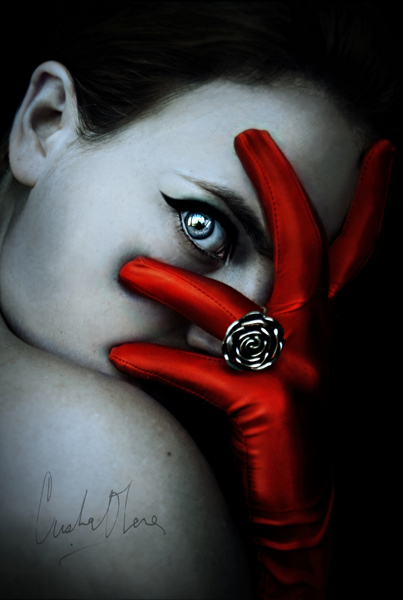
Cristina Otero